# River Cole
River Cole är ett vattendrag i Storbritannien.   Det ligger i riksdelen England, i den södra delen av landet, 160 km nordväst om huvudstaden London.